# Ferula communis

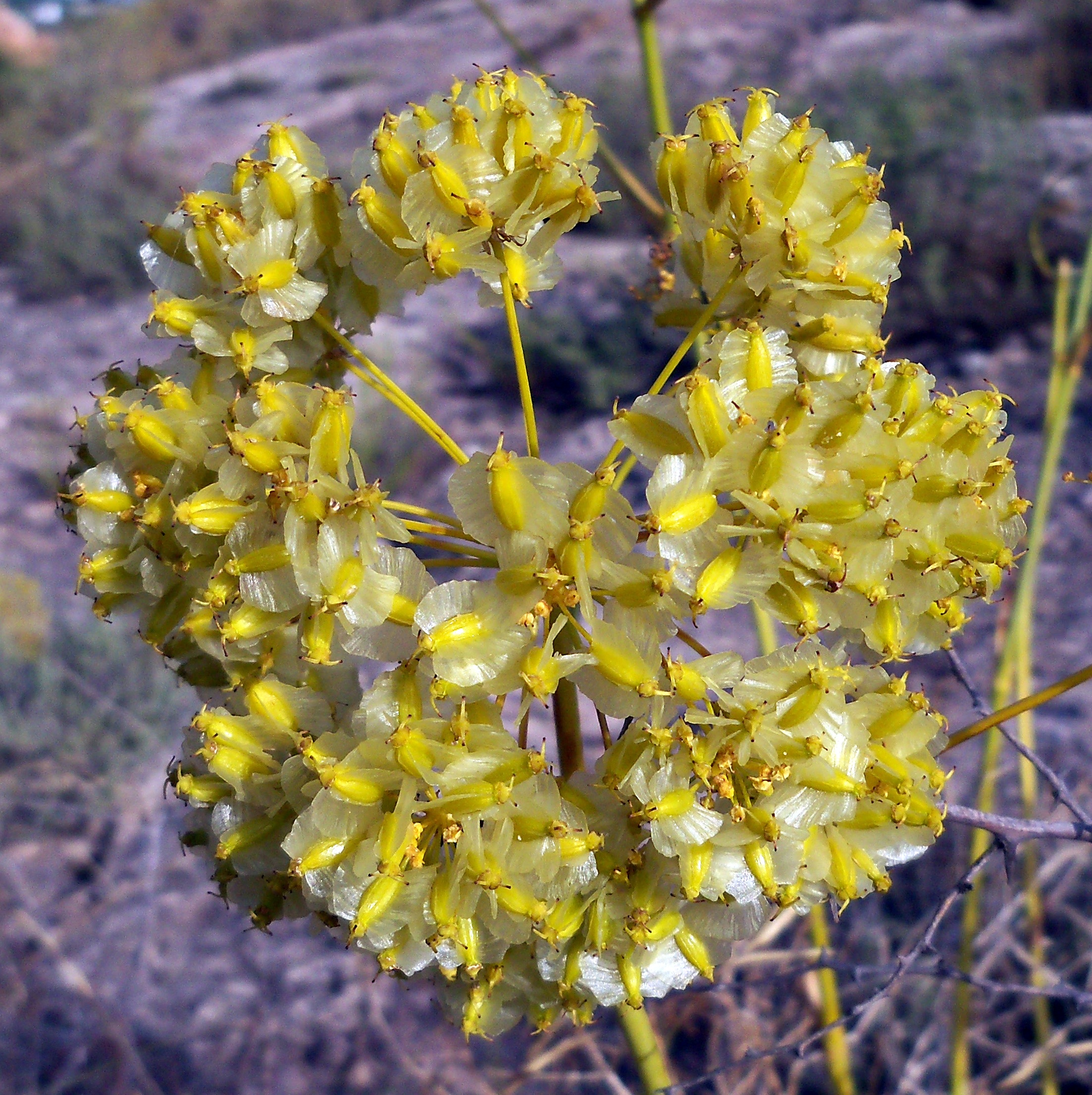
Frutos (mericarpos alados)

La cañaheja (Ferula communis) es una hierba perenne, de 1-3 m de altura, muy robusta, con grandes inflorescencias abundantemente ramificadas. 

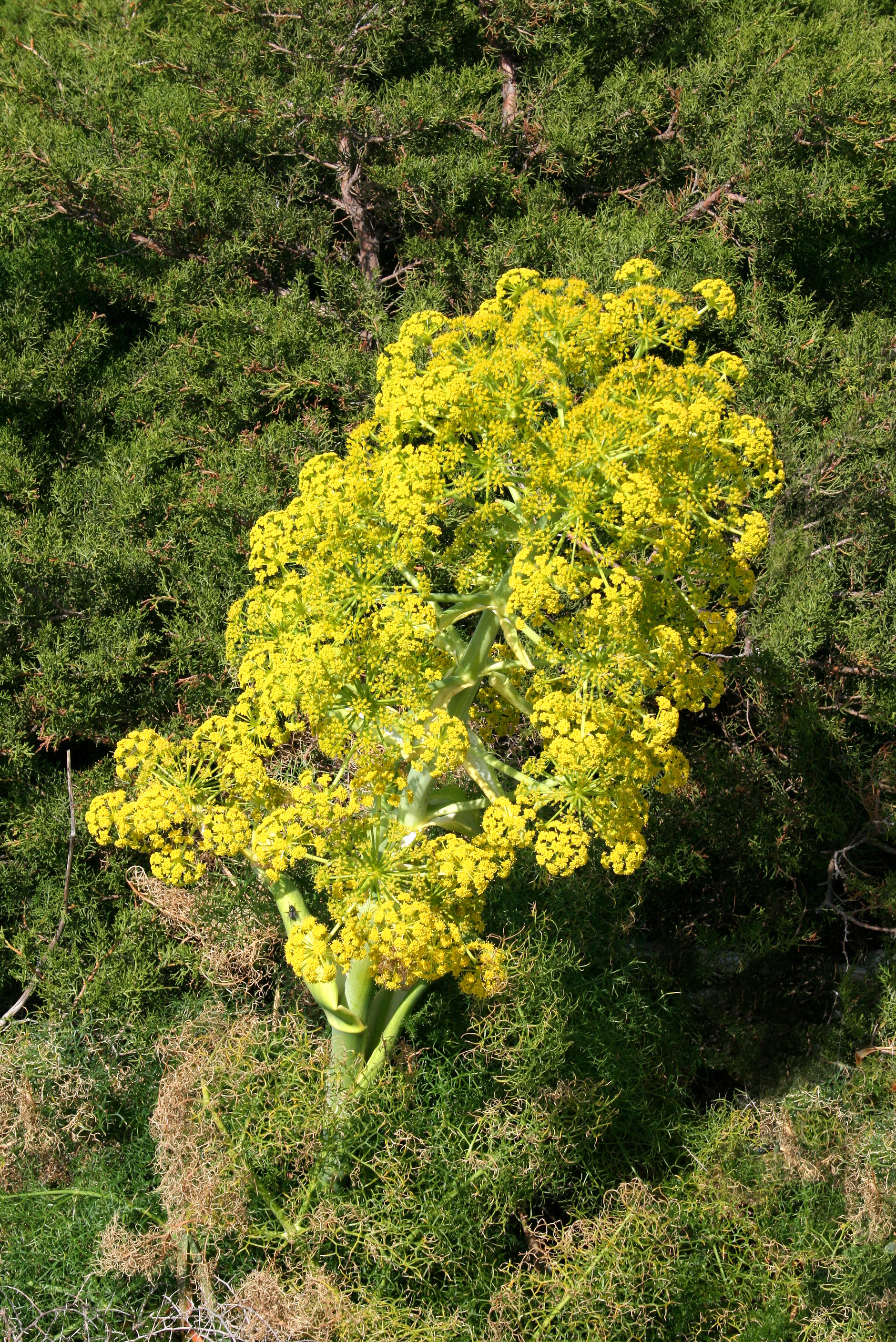
Vista de la planta

## Descripción
Tallos erectos, cilíndricos, de hasta 2 cm de grosor, surcados. Hojas tiernas, 3 hasta 4 (6) veces foliadas. Foliolos lineares, planos, de 1,5-5 cm de largo. Hojas inferiores de 30-60 cm de largo, con peciolo largo y cilíndrico. Hojas superiores con limbo grande y llamativo. Las hojas más altas envainadoras. Las umbelas terminales, cortamente pedunculadas, de 20 hasta 40 radios son las únicas fértiles, y están rodeadas de umbelas laterales, largamente pedunculadas estériles. Brácteas ausentes. Bracteolas caedizas. Cáliz diminuto. Pétalos amarillos, de 8 mm de largo. Frutos de unos 15 mm de largo, aplanados y alados. La similar Ferula tingitana, que aparece en el sur de España, con folíolos enrollados en el margen.

## Hábitat
En praderas, matorrales, estepas, y baldíos. Frecuente en suelos rocosos

## Distribución
En la cuenca y región mediterránea, desde Anatolia hasta  España y el N de África. En casi toda la península ibérica, rara o inexistente en las provincias atlánticas.

## Propiedades
La ingesta de esta planta seca o fresca por el ganado, especialmente ovinos, produce ferulismo y muerte por hemorragia interna, como consecuencia de la alteración de la coagulación de la sangre producida por las 4-hidroxicumarinas. El nombre del compuesto fenólico ácido ferúlico viene del nombre latino ferula communis, de donde el compuesto puede aislarse .

## Cultura
Según un mito griego, Prometeo robó el fuego y se lo dio a los hombres. Para bajarlo del Olimpo sin que Zeus se apercibiera, ocultó unas brasas en el interior de un tallo de cañaheja. De hecho el interior del tallo de esta planta es inflamable, pero se consume despacio, sin llegar a quemar la corteza. El nombre griego de la planta, νάρθηξ nárthex, designa también el nártex, una parte de la nave de una iglesia.
En la Grecia y  Roma antiguas se usaron los tallos como vara de maestro o fusta para castigar a niños y esclavos, de donde procede el nombre latino ferula ‘palmeta’.

## Taxonomía
Ferula communis fue descrita por Carlos Linneo y publicado en Species Plantarum, vol, 1, p. 246, en el año 1753. (1 de mayo de 1753).
Citología

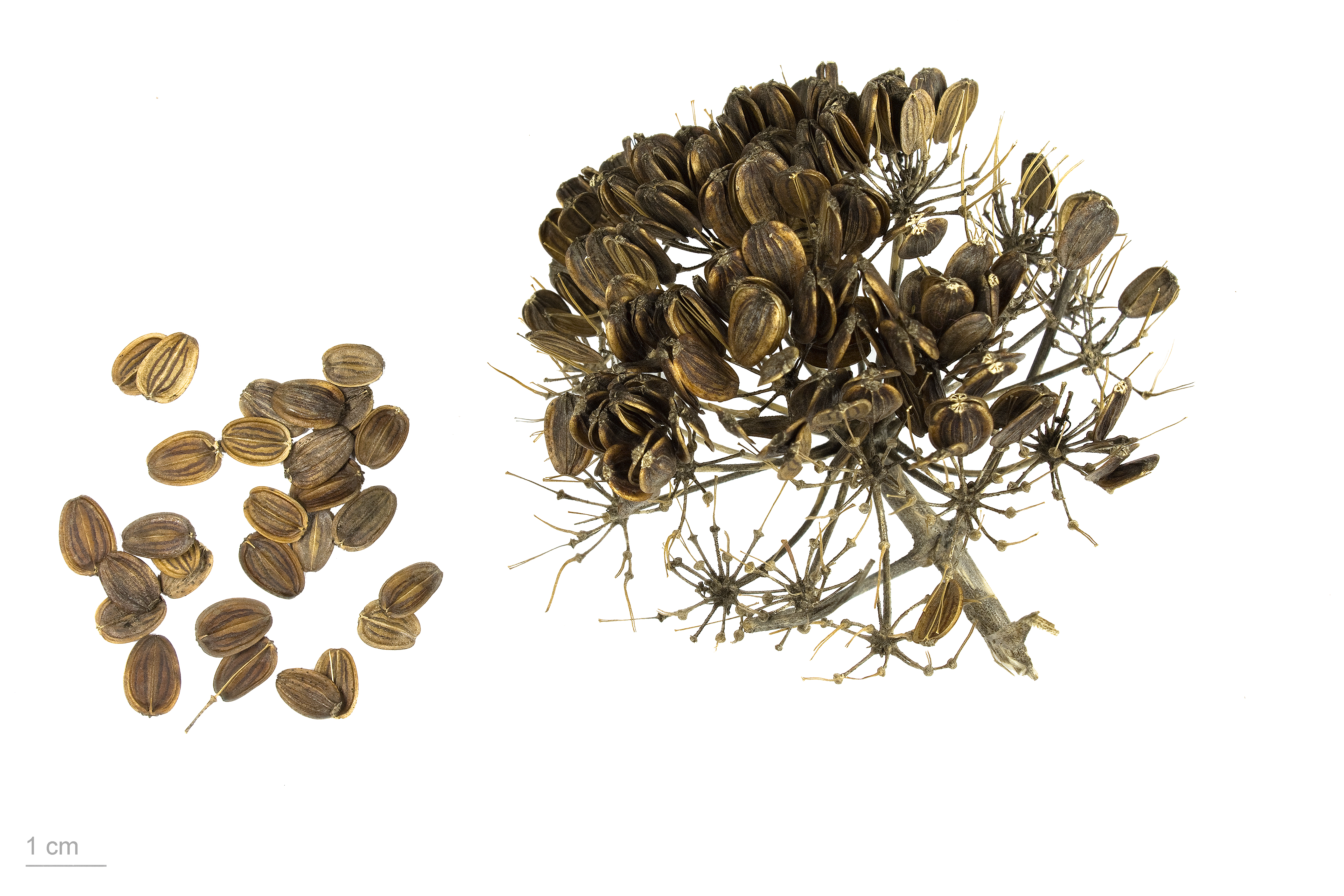
Ferula communis

Números cromosomáticos de Ferula communis (Fam. Umbelliferae) y táxones infraespecificos: 
2n=22.
Sinonimia
- Bubon rigidior L.
- Ferula abyssinica Hochst. ex A.Rich.
- Ferula anatriches (Kotschy) Sint.
- Ferula assoi Pau
- Ferula brevifolia Link ex Schult.
- Ferula communis var. anatriches Kotschy
- Ferula communis subsp. cardonae Sánchez Cuxart & M.Bernal
- Ferula communis subsp. catalaunica (Pau ex C.Vicioso) Sánchez Cuxart & M.Bernal
- Ferula communis subsp. communis L.
- Ferula communis var. catalaunica Pau ex C Vicioso
- Ferula communis var. paucivittataWillk.
- Ferula ferulago L.
- Ferula hispanica Rouy
- Ferula linkii Webb. & Berth.
- Ferula lobeliana Vis.
- Ferula montis-elgonis Bullock
- Ferula nodiflora L.
- Ferula tingitana var. hispanica Rouy
- Peucedanum ferula Baill.[9][10]

## Nombres comunes
- Castellano: cañaheja, cañajelda,[11] canaleja, cananteja, caneja, caña, caña de las viñas, caña del muermo, caña maciza, cañabeja, cañaeha, cañaeja, cañaeje, cañaferla, cañaferma, cañaflechas, cañaflejas, cañafleta, cañafrejas, cañaheja española, cañaheje, cañaherla, cañahierla, cañahierro, cañajeja,  cañajelga, cañalea, cañaleja, cañareja, cañarejo, cañas de burro, cañavana, cañaxelga, cañeja, cañerla, cañirla, cañota, ferula, férula, hierba de San Pedro, hinojera borde, hinojo borde, hinojo de burro, zapatón.[12]